# Dactylochelifer beieri
Espèce
Dactylochelifer beieri est une espèce de pseudoscorpions de la famille des Cheliferidae.

## Distribution
Cette espèce se rencontre en Ouzbékistan et au Turkménistan.

## Étymologie
Cette espèce est nommée en l'honneur de Max Beier.

## Publication originale
- Beier, 1932 : Pseudoscorpionidea II. Subord. C. Cheliferinea. Tierreich, vol. 58, p. 1-294.